# 고세이정
고세이정(甲西町)은 시가현 고카군에 설치되었던 정이다. 시가현 동남부에 있는 정으로 오사카시와 나고야시 사이의 중심부에 위치하고 있으며, 구 도카이도의 미즈구치와 이시베에 낀 마을이다. 고카군의 경제·산업 중추 도시이며, 현내 마을이자 군내 마을 중에서는 인구가 많아 이와네산과 아성산의 두 산에 낀 전원 도시·내륙 공업 지대이다. 또한 노즈카와 중류부 변 평지 부분을 따라 국도 1호선과 JR 구사쓰 선의 연선상에서 발전하고 있다

## 인구
1955년 4월 10일 합병 당시 8,314명이었으나 이후 공업단지와 택지 조성으로 인구가 증가하여 1986년 4월 3만 명, 1995년 5월 4만 명을 넘어 마을 출범 당시보다 약 5배가 되었다.
| 년     | 조사명          | 인구     |
| ------ | --------------- | -------- |
| 1955년 | 제8회 국제조사  | 8,489명  |
| 1960년 | 제9회 국제조사  | 10,364명 |
| 1965년 | 제10회 국제조사 | 11,134명 |
| 1970년 | 제11회 국제조사 | 12,269명 |
| 1975년 | 제12회 국제조사 | 17,747명 |
| 1980년 | 제13회 국제조사 | 24,024명 |
| 1985년 | 제14회 국제조사 | 29,527명 |
| 1990년 | 제15회 국제조사 | 35,203명 |
| 1995년 | 제16회 국제조사 | 39,588명 |
| 2000년 | 제17회 국제조사 | 41,358명 |

인구의 변천
- 1973년12월 - 인구는 15,000명을 돌파하였다.
- 1977년8월 - 인구는 20,000명을 돌파하였다.
- 1981년8월 - 인구는 25,00명을 돌파하였다.
- 1986년4월 -인구는 30,000명을 돌파하였다.
- 1990년5월 - 인구는 35,000명을 돌파하였다.
- 1995년5월 - 인구는 40,000명을 돌파하였다.

## 역사
- 1955년 4월 10일 - 이와네촌, 미쿠모촌이 합병해 고카군 고세이정이 성립하였다.
- 1958년 10월 1일 - 시모다촌을 편입하였다.
- 2004년 10월 1일 - 이시베정과 합병해 고난시가 성립하였다. 동일 고세이정은 폐지되었다.

## 교통

### 철도
- 서일본 여객철도
  - 구사쓰 선

### 도로
- 국도 1호선
- 국도 제477호선 (일본)(일본어판)

1. ↑  고세이정 기획과